# Hilara minutissima
Hilara minutissima är en tvåvingeart som beskrevs av Frey 1952. Hilara minutissima ingår i släktet Hilara och familjen dansflugor.
Artens utbredningsområde är Myanmar. Inga underarter finns listade i Catalogue of Life.